# Caracara
Caracara é um gênero de aves de rapina da família Falconidae, nativas da maior parte do continente americano. São conhecidas pelo nome popular "carcará" e dividem-se em 3 espécies.

## Taxonomia
Na atualidade, se reconhecem as seguintes espécies:
- Caracara cheriway - Carcará-do-norte
- Caracara plancus - Carcará
- †Caracara lutosa - Carcará-de-guadalupe - extinto (em 1900 ou 1903)

Se distingüem também diferentes espécies pré-históricas:
- †Caracara creightoni - pré-histórico, possivelmente relacionada com C. latebrosus[2]
- †Caracara latebrosus - pré-histórico[3]
- †Caracara tellustris - pré-histórico[4]
- †Caracara major[5]

As espécies que se distinguem na atualidade eram previamente consideradas coespecíficas
 e classificadas dentro do gênero Polyborus.